# Valentin Boulgakov
Pour les articles homonymes, voir Boulgakov (homonymie).
Valentin Boulgakov (en russe : Валентин Фёдорович Булгаков), né le 13 novembre 1886 (25 novembre dans le calendrier grégorien) à Novokouznetsk dans le gouvernement de Tomsk, Empire russe, et mort le 22 septembre 1966 à Iasnaïa Poliana dans l'oblast de Toula en URSS, est un tolstoïen qui a été le dernier secrétaire de Léon Tolstoï. Il a dirigé une série de musées littéraires. Anarchiste chrétien, tolstoïen et antimilitariste, il a survécu à la fois aux cachots tsaristes et aux camps de concentration nazis. À la fin de sa vie, il a dirigé pendant 20 ans le musée de Iasnaïa Poliana.

## Biographie

### Jeunes années
Le père de Valentin Boulgakov, Fiodor Alexeïevitch Boulgakov, était inspecteur, titulaire des écoles des districts de Novokouznetsk et de Biisk. Sa mère, Tatiana Nikiforovna, était enseignante de l'école paroissiale des filles de Kouznetsk et était de quarante ans plus jeune que son père. 
Après avoir obtenu son diplôme à l'école de l'ouïezd de Novokouznetsk, il entre au gymnasium classique de Tomsk, où il fait la connaissance de l'explorateur Grigori Potanine. Avec son aide, il s'intéresse au folklore, recueille des contes et des chansons de l'Altaï. Il écrit des vers, publie un journal du gymnasium, participe à des spectacles, chante dans une chorale. En même temps se manifeste déjà son talent de chercheur littéraire : à 18 ans, il publie des documents encore inconnus jusqu'alors concernant le premier mariage de Fiodor Dostoïevski avec Maria Issaïeva. Il termine le gymnasium avec une médaille d'or en 1906.
Il fait ses études avec son frère, qui a également laissé des mémoires, et avec le futur collaborateur permanent du musée de Novokouznetsk, Cyrille Boronine.
Le jeune Valentin Boulgakov devient le correspondant permanent du journal de Tomsk Le Kraï des steppes et correspond également avec d'autres journaux de Tomsk. En 1904, dans les annexes du journal Vie sibérienne est publié son premier article concernant Fiodor Dostoïevski à Novokouznetsk. Cet article contient de nouveaux documents sur le premier mariage de Dostoïevski avec Maria Issaïeva à Novokouznetsk en 1857. Dans la revue Échos de Sibérie, sous la direction de Boulgakov, sont publiées pour la première fois les lettres adressées par Tchaïkovski à Anna Iakovlevna Alexandrova-Levenson (1856-1930). En 1906, dans Notes du sous-département de Krasnoïarsk au sein du département de Sibérie de la société géographique russe sont publiés des contes russes et altaïens enregistrés par Boulgakov dans les districts de Novokouznetsk et Biisk en 1904. Parmi ses proches, il faut citer l'explorateur de la Sibérie et de la Mongolie, Grigori Potanine.

### Secrétaire deLéon Tolstoï
Valentin Boulgakov poursuit ensuite ses études à la faculté d'histoire et de philologie de l'université de Moscou (de 1906 à 1910). En 1907, alors qu'il est président de l'amicale sibérienne des étudiants de Moscou, il lit Ma confession de Léon Tolstoï et devient un disciple sincère de l'écrivain en incluant dans sa vie les principes tels que le pacifisme, le végétarisme, le refus de participer à des activités politiques sur base de principes chrétiens. Le 23 août 1907, il rend sa première visite à Tolstoï.
En 1909, il systématise la doctrine de Tolstoï dans son ouvrage Éthique chrétienne. Essai systématique sur la vision du monde de Léon Tolstoï, qui reçoit l'approbation de Tolstoï et sert de base à l'offre que ce dernier lui fait de devenir son secrétaire personnel.
En janvier 1910, il quitte l'université et commence son travail de secrétaire personnel de Tolstoï et devient témoin de la vie des habitants du domaine de Iasnaïa Poliana à une période connue pour ses tensions entre les membres de la famille de l'écrivain. Il gère sa correspondance, l'aide à travailler sur son livre Chemin de la vie et répond parfois à des lettres au nom de Tolstoï. À partir du 9 novembre 1910, il enregistre dans un journal tous les évènements du domaine et de ses habitants. Ce journal deviendra l'ouvrage Chez Léon Tolstoï, durant les dernières années de sa vie.
Le 28 octobre 1910, il réussit à empêcher la tentative de suicide de l'épouse de Tolstoï, Sophie Tolstoï, après le brusque départ de l'écrivain. Plus tard, Sophie Tolstoï a insisté sur sa participation personnelle en aidant Boulgakov à systématiser l'héritage de l'écrivain. À partir de cette période des divergences de vues sont apparues progressivement entre Boulgakov et Vladimir Tchertkov.
Après la mort de Léon Tolstoï, Boulgakov reste plusieurs années à Iasnaïa Poliana, et prépare l'impression de ses notes publiées en 1911 par la maison d'édition Sytine, sous le titre Léon Tolstoï durant les dernières années de sa vie et Conception de la vie dans les lettres de son secrétaire. Ces deux livres ont été très vite traduits en plusieurs langues. Boulgakov commence aussi la description minutieuse de la bibliothèque de Tolstoï qui comptait 22 000 ouvrages. Il participe aussi activement à l'édition des œuvres de Tolstoï et à l'organisation du musée Tolstoï à Moscou.

### Première Guerre mondiale
La première réaction des tolstoïens aux événements des premiers mois de la guerre a été la déclaration collective Souvenez-vous, les hommes sont frères ! composée le 28 septembre 1914. En octobre, a lieu la diffusion de cette déclaration, la collecte des signatures, leur affichage, et en parallèle la saisie par les forces de l'ordre des copies de cette déclaration. Le 28 octobre 1914, Boulgakov est arrêté en même temps que les vingt sept signataires de la proclamation. Les activités anti-guerre des tolstoïens et la répression à leur égard ont précédé l'arrestation des députés bolcheviks de la douma d'État de l'Empire russe, et le refus de Karl Liebknecht de voter pour les crédits de guerre au reichstag en Allemagne.

« Nos ennemis ne sont pas les Allemands, mais pour les Allemands les ennemis ne sont ni les Russes ni les Français. L'ennemi commun pour nous tous, de quelque nationalité que nous soyons, c'est la bête qui est en nous.
Nulle part cette vérité ne peut se vérifier comme maintenant, quand abreuvés et excessivement fiers de leur fausse science, de la culture dominante et du triomphe de la mécanisation, les hommes du XXe siècle découvrent tout à coup le véritable niveau de son développement : il n'est pas plus élevé que celui de nos ancêtres à l'époque d'Attila et de Gengis Khan.
Il est infiniment amer de savoir que deux mille ans de christianisme n'ont pratiquement pas laissé de traces chez les hommes. »

En novembre-décembre 1915, la plupart des bolcheviks ont été libérés sous caution après plus d'un an d'emprisonnement. Le procès a eu lieu le 1er avril 1916 et s'est terminé par l'acquittement des accusés en raison de l'impossibilité de réaliser leur plan qui était de publier leur déclaration en Suisse. Cependant, Pavel Birioukov a reçu le texte de la déclaration et l'a ensuite publié dans la revue suisse Demain (Zavtra), dont le rédacteur était Henri Guilbeaux.

### Musée
En 1916, V. Boulgakov est devenu collaborateur du musée Léon Tolstoï à Moscou, 18 rue Povarskaïa (après le départ pour la Suisse de Pavel Birioukov qui occupait cette fonction).
En 1917, il publie L'Éthique chrétienne, un exposé autorisé par Tolstoï de son enseignement religieux et éthique fondé sur ses recherches de systématisation antérieures à Iasnaïa Poliana.
Après la révolution d'octobre 1917, de nombreux tolstoïens ont été adversaires du dialogue avec les bolcheviks et ses sont opposés à la nationalisation des musées de Tolstoï, mais, après quelque temps, V. Boulgakov et Alexandra Tolstaïa, la fille cadette de l'écrivain, ont insisté pour qu'un accord soit négocié avec le gouvernement soviétique. Puis Boulgakov, A. Tolstaïa, ensemble avec le collectionneur Nikolaï Bartram (ru), fondateur du musée du jouet et soutenus par Vladimir Bontch-Brouïevitch, le secrétaire de V. I. Lénine, ont fait valoir leurs prétentions à occuper l'hôtel particulier de la rue Pretchistenka, no 11. Boulgakov a réussi à créer la salle d'acier contenant les nombreuses archives de Léon Tolstoï.
Le 5 avril 1920, Lénine signe le décret nationalisant la maison de Léon Tolstoï à Moscou. Le musée d'État Léon Tolstoï (ru) et le musée Tolstoï rue Khamovniki ont fusionné en un seul musée dont Boulgakov a pris la tête. Boulgakov a occupé ces fonctions jusqu'à son expulsion par le pouvoir soviétique en 1923. 

### Pomgol, aide aux victimes de la famine
Après avoir appris que la commune des tolstoïens proche de Novokouznetsk avait besoin de graines à semer dans les années 1920, Boulgakov organise une collecte de fonds pour pouvoir en acheter et les envoyer dans sa région natale. 
En raison de la guerre civile russe, des mauvaises récoltes (selon la version officielle) et surtout de la mise en exécution de la politique de prodrazviorstka (saisie forcée des produits alimentaires chez les paysans par le gouvernement), a commencé la famine soviétique de 1921-1922. Les paysans affamés se comptaient par dizaines de mille. Le pouvoir soviétique institutionnalise l'acceptation de l'aide provenant des organisations et des personnalités de bienfaisance occidentales, et il organise la confiscation des biens de l'église en 1922 (en). Sur le terrain de la lutte contre la faim, le 21 juillet 1921, à Moscou, a lieu une réunion préliminaire en vue de créer un comité d'aide aux affamés par décret sous la dénomination de Comité exécutif central russe (en). Le comité a reçu le label : Comité international de la Croix-Rouge. Soixante-trois personnalités faisaient partie, au départ, de ce comité ; parmi lesquels, outre les tolstoïens de V. Boulgakov qui possédaient une expérience dans le domaine de la famine, des personnalités du monde de la culture, l'économiste Alexandre Chayanov, le président de l'académie des sciences Alexandre Karpinski, des représentants du monde religieux russe dissidents, des personnalités ayant des relations internationales. Lev Kamenev a été nommé président du comité. Véra Figner et Vladimir Korolenko ont également occupé des fonctions à la tête de celui-ci.
Ont alors débuté des discussions avec les organisations étrangères et en particulier avec l'Administration américaine d'aide (en) et avec l'explorateur polaire norvégien Fridtjof Nansen, chef du comité exécutif de l'Aide internationale à la Russie. Les négociations ont abouti à des accords d'approvisionnements alimentaires. Cependant, comme aucune livraison ne suivait, des critiques ont été émises quant aux activités de cette organisation.
Après six semaines, le Comité exécutif central a adopté une résolution visant à sa liquidation. La plupart des membres, y compris V. Boulgakov, ont été arrêtés. Dans le journal Kommmounistitcheski troud est publié un article très critique contenant des accusations non fondées à l'égard du comité. À la demande de V. Boulgakov, le 18 septembre 1921, ce journal publia un démenti et un extrait de sa lettre à la rédaction. Valentin Boulgakov est libéré puis expulsé de la République socialiste fédérative soviétique de Russie dans le cadre des expulsions par le Bateau des philosophes en février 1923.

### Émigration
En exil, Boulgakov vit en Tchécoslovaquie, à Prague. Il organise des conférences dans les pays d'Europe occidentale, vulgarisant l'œuvre du mouvement tolstoïen, et plaidant avec Mohandas Karamchand Gandhi la non-violence contre l'action des colonialistes anglais.
Il dirige le cercle d'étude de la littérature russe contemporaine à l'Institut libre de Russie à Prague. En 1925, Boulgakov est élu président de l'Union des écrivains et journalistes russes de Tchécoslovaquie, qu'il dirigea jusqu'en 1928. Ensemble avec Marina Tsvetaïeva et Sergueï Zavadski (ru), il publie la collection de l'Union des écrivains russes Kovtcheg (Prague, 1926), dont son ouvrage Silence à propos de Tolstoï fait partie. Il poursuit sa correspondance avec Tsvetaïeva après le départ de celle-ci pour la France. En février 1928, il demande au gouvernement soviétique l'autorisation de retourner en Russie avec son épouse Anna Vladimirovna et leur fille Tatiana, mais en mai on lui apprend que sa demande est refusée.
Il rejoint alors l'organisation Internationale des résistant(e)s à la guerre et devient rapidement un des membres du conseil d'administration. En 1932, à son initiative, la communauté des doukhobors, qui avait émigré de Russie au Canada à la fin du XIXe siècle, a été admise au sein de cette internationale des résistants à la guerre.
Il correspond durant l'exil avec des personnalités importantes de la culture et des sciences telles que Romain Rolland, Rabindranath Tagore, Albert Einstein, Nicolas Roerich et d'autres encore.
En 1934, à Zbraslav, un château près de Prague, Boulgakov fonde le Musée culturel et historique de la culture, au sein duquel il rassemble de riches collections d'art russe dispersées dans le monde (peintures, antiquités, dessins, livres). Des artistes immigrés (Alexandre Benois, Constantin Korovine, Zinaïda Serebriakova) ont fait don d'œuvres au musée culturel. Sur base de 15 tableaux offerts par Nicolas Roerich et son fils Svetoslav Roerich, est ouverte une salle Roerich au musée en 1938. En collaboration avec A. Ioupatov, il prépare l'ouvrage de référence Art russe à l'étranger (1938, Prague). Dans les années 1930, il prépare un ouvrage fondamental sous forme de dictionnaire de références des écrivains russes de l'étranger (qui n'a pas été publié de son vivant, mais seulement en 1993 à New York).
En 1937, Boulgakov a reçu le prix Continental de la société Nouvelle histoire aux États-Unis pour son essai sur le thème Comment parvenir au désarmement général. 
En 1938, Nicolas Roerich recommande V. Boulgakov à la ligue de promotion de la culture Flamma. Boulgakov y crée des pièces de théâtre dont Sur la Croix de la grandeur (sur la mort de L. Tolstoï) et Edgar Poe.
Durant la Seconde Guerre mondiale, après l'entrée des troupes allemandes à Prague, Boulgakov est arrêté par les Allemands, soupçonné d'activités communistes, puis est envoyé dans un camp de concentration bavarois à Weißenburg in Bayern. Là, entre 1941 et 1945, il écrit ses mémoires sur Tolstoï et ses proches, sur son emprisonnement dans le camp,. Après avoir été libéré par les troupes américaines, il retourne à Prague. Il y trouve son musée en ruine. Il ne réussit qu'à restaurer partiellement une galerie d'art, qu'il ouvre dans un lycée soviétique. À Prague, il travaille au ministère de l'information, édite la revue Prajskie novosti, donne des conférences sur l'histoire de la Tchécoslovaquie à l'ambassade soviétique, enseigne dans une école russe.

### Retour en URSS
En 1948, V. Boulgakov a pris la nationalité soviétique et est retourné en URSS. La partie qu'il a pu sauver dans les pièces de son musée de Zbraslav, il l'envoie en Union soviétique. L'importance culturelle de cette contribution est attestée par la fait que 51 tableaux ont été transférés à la Galerie Tretiakov et 50 pièces de musée ont été apportées au Musée historique d'État de Moscou en URSS et au Musée théâtral d'état Bakhrouchine (en). 
Valentin Boulgakov s'est alors installé à Iasnaïa Poliana, où il a été le conservateur du musée-domaine Léon Tolstoï pendant 20 ans. Il dirige la restauration de l'intérieur de la maison des Tolstoï, du mobilier, des peintures et des sculptures. Il organise personnellement des excursions pour des délégations étrangères.
En 1956, il accueille à Iasnaïa Poliana David Bourliouk et Maria Nikiforovna Bourliouk de retour en URSS après leur émigration. Il faut savoir qu'en 1912, dans le manifeste fameux Une gifle au goût public, Bourliouk, ensemble avec Vladimir Maïakovski, Velimir Khlebnikov et Alexeï Kroutchenykh, a appelé à « jeter Pouchkine, Dostoïevski, Tolstoï, etc. du Bateau à vapeur de la Modernité ». Toutefois, l'attitude de Bourliouk à l'égard des classiques contemporains a changé seize ans après 1912. En 1928-29, la maison d'édition Maria Nikiforovna Bourliouk a publié aux États-Unis un livret contenant deux poèmes de David Bourliouk : Le Grand et doux bolchevik sur Tolstoï (écrit le 9 septembre 1928) et Gorki. En 1925-1930, Bourliouk a créé une toile épique Lénine et Tolstoï, les représentant sur un champ à labourer, Lénine attelé à la charrue et Tolstoï marchant devant. « Boulgakov, en 1956, à Iasnaïa Poliana, faisant ses adieux, dit : "Vivons jusqu'à l'âge de Léon Tolstoï, soit 82 ans !" Mais Bourliouk, le 22 juillet 1960, aura 78 ans, et combien d'insultes lourdes, injustes et idiotes n'avons nous pas supportées, nous les Bourliok », écrit Maria Nikiforovna Bourliouk à propos de cette rencontre à Iasnaïa Poliana en 1956. Valentin Boulgakov n'a pas réussi à respecter son vœu, mais Bourliouk lui a réussi et est mort à 85 ans.
En 1958, Boulgakov est accepté comme membre au sein de l'Union des écrivains soviétiques. 
En 1959, il prend sa retraite mais continue à vivre à Iasnaïa Poliana. Il écrit une série d'essais qui sont compilés dans des livres comme Rencontres avec des artistes, À propos de Tolstoï. Souvenirs et récits, et des mémoires publiés seulement en 2012 sous le titre : Comment est vécue la vie. 
En 1959, à l'invitation de son camarade de classe, employé au musée de la ville, Constantin Voronine, les frères Benjamin et Valentin Boulgakov visitent leur ville natale de Novokouznetsk. Ils ont retrouvé l'ancien site de la maison de leurs parents (bientôt démolie), ont retrouvé des amis, visité des musées. Valentin Boulgakov a donné une conférence à la bibliothèque Nicolas Gogol sur Léon Tolstoï. Il écrira plus tard à des amis : « Mon attachement à Novokouznetsk en tant qu'emplacement unique sur le globe terrestre à quelque chose de mystique en soi ». Jusqu'à sa mort, Valentin Boulgakov a maintenu le contact avec le musée de la ville, envoyant des livres, des objets personnels, des documents, des photos d'archives familiales des Boulgakov. Par testament, Boulgakov a encore légué une partie de ses objets personnels aux musées et en particulier au Musée  régional de Novokouznetski (ru). 
Avec l'aide du critique et écrivain Vladimir Bouchine (en), Boulgakov publie dans la revue La Jeune garde (ru) sa correspondance avec Nicolas Roerich, qui lui a valu d'importants honoraires. Dans une lettre de remerciement à Bouchine du 9 décembre 1960, Boulgakov écrit : « Je me souviens de nos conversations l'été dernier à Iasnaïa Poliana avec un sentiment amical et chaleureux... Quant au portrait de Staline dans ma chambre, qui à notre époque semblait vous surprendre, me semble-t-il, il n'est pas là par hasard : cet homme m'a rendu ma patrie... »
Boulgakov est mort à l'âge de 79 ans à Iasnaïa Poliana. Il est inhumé dans le village de Kotchaki, où se trouve le caveau familial des Tolstoï.

## Héritage
Au musée régional de Novokouznetsk (ru), en 2008, le complexe mémorial Valentin Boulgakov constitue une partie importante de l'ensemble muséal. Il est associé principalement au nom de Léon Tolstoï. Dans la succursale du musée, au centre ville, une salle d'exposition a été ouverte sur la famille Boulgakov.
Outre ses mémoires sur Léon Tolstoï, Boulgakov a laissé une correspondance importante, en particulier pendant la période d'émigration à Prague : correspondance avec Romain Rolland, Rabindranath Tagore, Albert Einstein, Nicolas Roerich et d'autres personnalités.
Ses archives personnelles sont conservées aux Archives d'État de la littérature et de l'art (РГАЛИ) (Ф. 2226), ses ouvrages littéraires sont conservés aux archives du musée de la culture nationale à Prague, mais aussi au musée d'État d'histoire de la culture du kraï de l'Altaï dans la ville de Barnaoul (109 documents donnés par la fille de l'écrivain en 2000).

## Mémoire
Le 7 octobre 2010, sur le territoire de la filiale du musée de Novokouznetsk, rue Narodnan 7 a été inauguré un monument dédié à Léon Tolstoï et à Valentin Boulgakov intitulé Le Maître et l'élève. C'est une œuvre du sculpteur d'Oulan-Oude, Alexandre Mironov, en bronze sur un socle de granit noir.

## Écranisation
- Dans le film de 2009 Tolstoï, le dernier automne (Grande-Bretagne/Allemagne/Russie), le rôle de Boulgakov est joué par l'acteur écossais James McAvoy.

## Littérature
- (ru) S.P Zviaguine, Question des liens de Boulgakov avec Tomsk et Kouznetsov Omsk 1933 p. 200-203 (Звягин С.П. К вопросу о связях Валентина Булгакова с Томском и Кузнецком. Тезисы. // Культура и интеллигенция России в переломные эпохи (XX век): тез. докладов Всерос. научно-практ. конф. Омск, 24-26 ноября . / отв. ред. В.Г. Рыженко. Омск, 1993. С. 200-203.